# Cotton-Eyed Joe
Cotton-Eyed Joe (también conocido como Cotton-Eye Joe) es una canción del género country tradicional estadounidense popular en varias épocas en los Estados Unidos y Canadá, aunque hoy en día se asocia más comúnmente con el sur de los Estados Unidos. La canción se identifica mayoritariamente con la versión de Rednex de 1994, que se hizo popular a nivel mundial. La canción también es un estándar instrumental de banjo y violín bluegrass.
"Cotton-Eyed Joe" ha inspirado tanto un baile en pareja como más de un baile en línea que a menudo se baila en lugares de danza country en los Estados Unidos y en todo el mundo. La película Urban Cowboy de 1980 despertó un renovado interés en la danza. En 1985, la versión de la canción de los hermanos Moody recibió una nominación al premio Grammy a la mejor interpretación instrumental country. El grupo irlandés The Chieftains recibió una nominación al Grammy a la Mejor Colaboración Vocal Country por su versión de la canción con la voz principal de Ricky Skaggs en su álbum de 1992 Another Country.

## Historia

### SigloXIX
Los orígenes de esta canción no están claros, aunque es anterior a la guerra de Secesión de 1861-1865. La folclorista estadounidense Dorothy Scarborough (1878-1935) señaló en su libro de 1925 On the Trail of Negro Folk-songs que varias personas recordaban haber escuchado la canción antes de la guerra. El relato de Scarborough sobre la canción proviene de su hermana, la Sra. de George Scarborough, quien aprendió la canción de "los negros de una plantación en Texas, y otras partes de un hombre en Luisiana". Este hombre de Luisiana conocía la canción desde su más tierna infancia y escuchó a los esclavos cantarla en las plantaciones. Tanto el baile como el canto tuvieron muchas variantes.
Se han propuesto varios significados posibles del término "ojos de algodón". La frase puede referirse a: estar ebrio de alcohol ilegal, o haber quedado ciego por beber alcohol de madera, tornando los ojos de un color blanco lechoso; una persona negra con ojos azul muy claro; mineros cubiertos de tierra a excepción de sus ojos blancos; alguien cuyos ojos eran de color blanco lechoso debido a infecciones bacterianas como tracoma o sífilis, cataratas o glaucoma; o el contraste del tono de piel oscuro alrededor de los globos oculares blancos en las personas de raza negra.

La editorial estadounidense Harper and Brothers publicó la primera versión impresa de la canción en 1882. La autora Louise Clarke Pyrnelle (nacida en 1850) la escuchó en la plantación de su padre en Alabama cuando era niña. Esa versión de 1882 se volvió a publicar de la siguiente manera en 1910:
Cotton-eyed Joe, Cotton-eyed Joe, 

What did make you sarve me so, 

Fur ter take my gal erway fum me, 

An' cyar her plum ter Tennessee? 

Ef it hadn't ben fur Cotton-eyed Joe, 

I'd er been married long ergo.

His eyes wuz crossed, an' his nose wuz flat, 

An' his teef wuz out, but wat uv dat? 

Fur he wuz tall, an' he wuz slim, 

An' so my gal she follered him. 

Ef it hadn't ben fur Cotton-eyed Joe, 

I'd er been married long ergo.

No gal so hansum could be foun', 

Not in all dis country roun', 

Wid her kinky head, an' her eyes so bright, 

Wid her lips so red an' her teef so white. 

Ef it hadn't ben fur Cotton-eyed Joe, 

I'd been married long ergo.

An' I loved dat gal wid all my heart, 

An' she swo' fum me she'd never part; 

But den wid Joe she runned away, 

An' lef' me hyear fur ter weep all day.

O Cotton-eyed Joe, O Cotton-eyed Joe, 

What did make you sarve me so? 

O Joe, ef it hadn't er ben fur you, 

I'd er married dat gal fur true.
(Joe Ojos de Algodón, Joe Ojos de Algodón,
¿Qué te hizo servirme así,
para quitarme a mi chica
y llevarla a Tennessee?
Si no hubiera sido por Joe Ojos de Algodón,
me habría casado hace mucho tiempo.
Tenía los ojos bizcos y la nariz chata,
y los dientes fuera, pero ¿qué era eso?
Porque era alto y delgado,
y así mi chica lo siguió.
Si no hubiera sido por Joe Ojos de Algodón,
me habría casado hace mucho tiempo.
No se podría encontrar una chica tan hermosa,
ni en todo este país,
con su cabeza ensortijada y sus ojos tan brillantes,
con sus labios tan rojos y sus dientes tan blancos.
Si no hubiera sido por Joe Ojos de Algodón,
me habría casado hace mucho tiempo.
Y amé a esa chica con todo mi corazón,
y ella juró por mí que nunca se separaría;
pero luego con Joe huyó,
y me dejó aquí llorando todo el día.
Oh, Joe Ojos de Algodón, oh, Joe Ojos de Algodón,
¿qué te hizo servirme así?
Oh, Joe, si no hubiera sido por ti,
me habría casado con esa chica de verdad.)

En 1884, la canción basada en el violín se conocía como "un aire antiguo y familiar". En 1925, la folclorista Dorothy Scarborough grabó y publicó otra versión.
Don't you remember, don't you know,

Don't you remember Cotton-eyed Joe?

Cotton-eyed Joe, Cotton-eyed Joe,

What did make you treat me so?

I'd 'a' been married forty year ago

Ef it had n't a-been for Cotton-eyed Joe!

Cotton-eyed Joe, Cotton-eyed Joe,

He was de nig dat sarved me so, —

Tuck my gal away fum me,

Carried her off to Tennessee.

I'd 'a' been married forty year ago

If it had n't a-been for Cotton-eyed Joe.

Hi's teeth was out an' his nose was flat,

His eyes was crossed, — but she did n't mind dat.

Kase he was tall, and berry slim,

An' so my gal she follered him.

I'd 'a' been married forty year ago

Ef it had n't a-been for Cotton-eyed Joe.

She was de prettiest gal to be found

Anywhar in de country round;

Her lips was red an' her eyes was bright,

Her skin was black but her teeth was white.

I'd 'a' been married forty year ago

Ef it had n't a-been for Cotton-eyed Joe.

Dat gal, she sho' had all my love,

An swore fum ne she'd never move,

But Joe hoodooed her, don't you see,

An' she run off wid him to Tennessee,

I'd 'a' been married forty years ago,

Ef it hadn't a-been for Cotton-eyed Joe.
¿No te acuerdas, no lo sabes,
no te acuerdas de Joe Ojos de Algodón?
Joe Ojos de Algodón, Joe Ojos de Algodón,
¿Qué te hizo tratarme así?
¡Me habría casado hace cuarenta años
si no hubiera sido por Joe Ojos de Algodón!
Joe Ojos de Algodón, Joe Ojos de Algodón,
Él era el negro que me sirvió tanto,
alejó a mi chica de mí,
Se la llevó a Tennessee.
Me habría casado hace cuarenta años
si no hubiera sido por Joe Ojos de Algodón.
Tenía los dientes fuera y la nariz chata,
los ojos bizcos, pero a ella no le importó.
Porque era alto y muy delgado,
Y entonces mi chica lo siguió.
Me habría casado hace cuarenta años
si no hubiera sido por Joe Ojos de Algodón.
Era la chica más bonita que se podía encontrar
en cualquier lugar del país;
sus labios eran rojos y sus ojos brillantes,
su piel era negra pero sus dientes eran blancos.
Me habría casado hace cuarenta años
si no hubiera sido por Joe Ojos de Algodón.
Esa chica, ella debía tener todo mi amor,
y juró que nunca se mudaría,
pero Joe la hechizó, ¿no lo ves?,
y ella huyó con él a Tennessee.
Me habría casado hace cuarenta años,
si no hubiera sido por Joe Ojos de Algodón.)
Scarborough señaló que la canción parecía ser muy conocida en el Sur antes de la guerra civil y que varias personas habían enviado partes de ella.
A lo largo de los años, se han interpretado y/o grabado muchas versiones diferentes de la canción con muchas versiones diferentes de la letra (y muchas sin letra). "Cotton-Eyed Joe", en ocasiones denominado "El Himno Nacional del Sur de Texas", se tocaba para jigas tipo minstrel, y durante mucho tiempo fue popular como un baile en cuadrilla y una polca de baile en pareja.
Un residente del centro de Texas que aprendió el baile en el condado de Williamson a principios de la década de 1880 lo describió como nada más que un "póker" de punta y talón con flecos añadidos. Estos flecos, añadidos a la polka de punta y talón, eran pasos de zueco que requerían habilidad y extraversión por parte del bailarín.

### SigloXX
Durante la primera mitad del siglo XX, la canción fue una canción popular muy conocida en toda América del Norte de habla inglesa. Una discografía enumera 134 versiones grabadas publicadas desde 1950. En décadas más recientes, la popularidad de la canción ha disminuido en la mayoría de las regiones, excepto en algunas partes del sur de Estados Unidos, donde sigue siendo una canción folclórica popular.[cita requerida]
Bob Wills y Adolph Hofner y sus habitantes de San Antonio grabaron la canción y, según el historiador musical Bill C. Malone, la versión de Hofner de 1941 fue la que más hizo para popularizar la canción. Una versión instrumental de 1967 de la canción de Al Dean inspiró una nueva polca de baile circular para parejas.
El baile siguió siendo popular en Texas en la década de 1970. En la edición de 1975 de la Encyclopedia of Social Dance se puede encontrar un baile en círculo llamado "Cotton-Eyed Joe". "Los hombres se paran en el interior de un círculo mirando hacia afuera y las mujeres en el exterior mirando hacia adentro; Ambos círculos siguen una secuencia de patadas y puntadas".
La versión radiofónica ganó popularidad, no solo en Texas sino también en todo Estados Unidos y el extranjero. en la década de 1980. Una "locura" por el country siguió al lanzamiento en 1980 de Urban Cowboy.[cita requerida] En "Texas Fiddle Song" de Merle Haggard (1981), el verso final hace referencia a "Cotton-Eyed Joe" y presenta la melodía de las versiones de Bob Wills y Al Dean.[cita requerida] "Cotton-Eyed Joe" y su continua popularidad en Texas se mencionan en la letra de la canción de 1984 de Alabama "If You're Gonna Play in Texas".[cita requerida]

## Versiones modernas
En agosto de 1994, el grupo sueco de eurodance Rednex versionó la canción como "Cotton Eye Joe" para su álbum Sex & Violins, combinando su estilo con instrumentos tradicionales estadounidenses, como banjos y violines. Fue un éxito mundial que la hizo conocida a nivel global. En 2002, "Cotton Eye Joe" fue remezclado en una versión dance y lanzado del álbum de grandes éxitos de Rednex, The Best of the West.
Si no hubiese sido por Joe “ojos de algodón”
hace mucho que me habría casado.
¿De dónde viniste? ¿Adónde te fuiste?
¿De dónde viniste, Joe “ojos de algodón”?
Si no hubiese sido por Joe “ojos de algodón”
hace mucho que me habría casado.
Llegó a la ciudad como una tormenta de invierno.
Cabalgaba por los campos, tan apuesto y fuerte…
Sus ojos eran sus herramientas y su sonrisa su arma,
pero solo había venido buscando un poco de diversión.
Si no hubiese sido por Joe “ojos de algodón”
hace mucho que me habría casado.
¿De dónde viniste? ¿Adónde te fuiste?
¿De dónde viniste, Joe “ojos de algodón”?
Si no hubiese sido por Joe “ojos de algodón”
hace mucho que me habría casado.
Sembró el caos por donde quiera que pasó.
En el corazón de las chicas estragos causó.
Todas se fugaron para que nadie se enterase.
Y solo quedaron los hombres, por culpa de Joe “ojos de algodón”.
Si no hubiese sido por Joe “ojos de algodón”
hace mucho que me habría casado.
¿De dónde viniste? ¿Adónde te fuiste?
¿De dónde viniste, Joe “ojos de algodón”?
Si no hubiese sido por Joe  “ojos de algodón”
hace mucho que me habría casado.
¿De dónde viniste? ¿Adónde te fuiste?
¿De dónde viniste, Joe “ojos de algodón”?
Hay una versión de la canción de Crazy Frog, basada en la versión de Rednex del álbum recopilatorio Best Of Crazy Hits.
El cantante de country e irlandés Lee Matthews lanzó su versión de la canción con nueva letra agregada. El sencillo de su propio sello independiente encabezó la lista de descargas de sencillos country irlandeses en enero de 2015.[cita requerida]
La banda virtual Gummibär también hizo una versión de la canción en su álbum La La Love to Dance.

## Lista de versiones grabadas selectas
- 1927 : Fiddlin' John Carson (la grabación más antigua)
- 1928: Gid Tanner's Skillet Lickers, Columbia 15283D, 4/10/1928[17][18][19][20]
- 1928: Pope's Arkansas Mountaineers, Victor 21469-A, recorded 2/6/28, Memphis, TN.
- 1941: Burl Ives on the album, The Wayfaring Stranger
- 1942: Adolph Hofner and his San Antonians, with J. R. Chatwell on fiddle
- 1947: Bob Wills and the Texas Playboys[21]
- 1956: Josh White on the album, The Josh White Stories Vol. 1
- 1959: New Lost City Ramblers on the album, Old Timey Songs for Children
- 1959: Nina Simone on the album, Nina Simone at Town Hall
- 1960: Walter Brennan
- 1962: Karen Dalton on the album, Cotton Eyed Joe
- 1967: Al Dean and the All Stars on the 45 record, KIKN Records
- 1968: Terry Callier on the album, The New Folk Sound of Terry Callier
- 1974: Isaac Payton Sweat on the album Country Masters
- 1976: Leona Williams on the album, San Quentin's First Lady
- 1980: Johnny Gimble with Willie Nelson on the soundtrack album for the movie Honeysuckle Rose
- 1985: Asleep at the Wheel on their self-titled album, Asleep at the Wheel
- 1985: The Moody Brothers on their self-titled album, The Moody Brothers, Grammy-nominated
- 1992: The Chieftains with Ricky Skaggs on the album, Another Country, Grammy-nominated
- 1992: Michelle Shocked released a reworked version of the song, titled "Prodigal Daughter (Cotton Eyed Joe)," on the album Arkansas Traveler
- 1993 The Red Clay Ramblers, on the album The Red Clay Ramblers Live.
- 1994: Black Lace, released under the song title, Bullshit
- 1994: Rednex on the album, Sex &amp; Violins
- 1997: Isaac Payton Sweat on the album, The Color of Music: Cotton Eyed Joe
- 2002: The Chieftains with Ricky Skaggs on the compilation The Wide World Over
- 2003: Vanessa-Mae on the album, The Ultimate Vanessa-Mae
- 2004: The Ebony Hillbillies on the album, Sabrina's Holiday
- 2010: Josh Rouse on the album, "El Turista"
- 2010: Hot Club of Cowtown
- 2014: Lee Matthews, Country and Irish singer, produced a version that topped the Irish Country Singles chart.
- 2016: The Sweeplings on the album, Covers, Ch. 1
- 2017: Daniel Radcliffe, Andy Hull, and Robert McDowell, for the film Swiss Army Man
- 2022 Pawns or Kings released a recording/reworking of the song with new lyrics titled "Cotton Eye Joe (the Murder Ballad)."[22]
- 2022: Roger McGuinn. at the Folk Den.
- 2023: Rufus Wainwright and Chaka Khan